# Список серий аниме Kaikan Phrase
Аниме Kaikan Phrase, созданное в компании Studio Hibari, состоит из 44 серий и было показано в Японии с апреля 1999 г. по март 2000 г. на телеканале TV Tokyo.

## Список серий
| 1 | Загадочный голубой цвет (ミスティ ブルー)                       | 20 апреля 1999 года   |
| Сакуя устраивается на работу в отель и знакомится с Миссой. Санта уходит из «Climb» и вместе с Юки решает создать собственную группу. |                                                                 |                       |
| 2 | Джэм (ジャム)                                                   | 27 апреля 1999 года   |
| Санта и Юки предлагают Сакуе присоединиться к «Λucifer». В группу вступают Това и Ацуро. |                                                                 |                       |
| 3 | Против ветра (イントゥ ザ ウィンド)                             | 4 мая 1999 года       |
| Члены «Λucifer» пытаются уговорить Сакую стать их вокалистом. Сакую также приглашает известная группа «Radical», но тот в конце концов отвергает их предложение. |                                                                 |                       |
| 4 | Время вышло (タイムアップ)                                      | 11 мая 1999 года      |
| У «Λucifer» должен состояться концерт, на который Сакуя не является, а вместо этого катается на машине с Миссой. |                                                                 |                       |
| 5 | День за днем (デイ バイ デイ)                                   | 18 мая 1999 года      |
| Сакуя и Мисса сидят в ресторане, куда случайно приходит муж Миссы. Сакуя продолжает проявлять полное безразличие к делам группы. |                                                                 |                       |
| 6 | Cradle (クレイドル)                                             | 25 мая 1999 года      |
| Хозяин «Cradle» сообщает, что собирается закрыть бар. |                                                                 |                       |
| 7 | Прощальное выступление (フェアウェル ライブ)                    | 1 июня 1999 года      |
| «Λucifer» устраивают прощальное шоу в «Cradle». Сакуя порывает с Миссой. |                                                                 |                       |
| 8 | Конец (ジ エンド)                                               | 15 июня 1999 года     |
| Сакуя начинает драку во время одного из концертов. В результате, «Λucifer» нигде не разрешают выступать. |                                                                 |                       |
| 9 | На улице (オン ザ ストリート)                                   | 22 июня 1999 года     |
| Сакуя ругается с Сантой и заявляет, что уходит из группы. У Юки проблемы в семье: отец не одобряет его увлечения музыкой. Сестра Ацуро безуспешно пытается найти бар, где «Λucifer» разрешат петь. Юки идет по улице и видит Сакую, который сидит прямо посреди парка, играет на гитаре и поет песни «Λucifer».                               |                                                                 |                       |
| 10 | То, что идет от сердца (ワン フロム ザ ハート)                  | 29 июня 1999 года     |
| Юки, Това и Ацуро стараются уговорить Сакую вернуться. Ацуро решает не поступать в университет и посвятить себя пению. |                                                                 |                       |
| 11 | Однажды (サム デイ)                                             | 13 июля 1999 года     |
| Сакуя пишет песню («Datenshi Blue») специально для музыкального конкурса, в котором хотят участвовать «Λucifer». Ацуро говорит родителям, что не собирается в университет, отец выгоняет его из дома. |                                                                 |                       |
| 12 | Первый шаг (ステップ ワン)                                      | 20 июля 1999 года     |
| Ацуро временно поселяется у Товы, перекрашивает волосы и устраивается на работу. «Λucifer» получают приглашение на конкурс. Отец сообщает Юки, что представление в театре (Но) назначено как раз на тот день, когда состоится конкурс. |                                                                 |                       |
| 13 | Дождливый Экспресс (レイニー エクスプレス)                      | 27 июля 1999 года     |
| Юки объясняет, что не может поехать на конкурс из-за театральной постановки Но. |                                                                 |                       |
| 14 | Главный приз (グラン プリ)                                      | 3 августа 1999 года   |
| Ацуро мирится с родителями. Юки порывает с семьей, и в последний момент прибегает на конкурс. «Λucifer» занимает второе место. |                                                                 |                       |
| 15 | Таинственное волшебное путешествие (マジカル ミステリー ツアー) | 10 августа 1999 года  |
| Члены «Λucifer» отправляются в тур по городам Японии. В одном из городов они устраивают 24-часовое выступление прямо на улице. |                                                                 |                       |
| 16 | Соперники (ライバル)                                            | 17 августа 1999 года  |
| «Λucifer» ищут место для концерта и видят живое выступление группы FEEL. Они соревнуются с FEEL за возможность выступать в баре «Jesica». |                                                                 |                       |
| 17 | Рапсодия в Осаке (オオサカ ラプソディー)                        | 31 августа 1999 года  |
| Ацуро сбегает из «Λucifer» и случайно слышит концерт женской группы Rorerai. Они дают ему приют на ночь и помогают вернуть уверенность в себе. |                                                                 |                       |
| 18 | Возвращение домой (カミング ホーム)                             | 14 сентября 1999 года |
| «Λucifer» возвращается домой, в Токио, и собираются устроить концерт прямо на улице, несмотря на отвратительную погоду и приближающийся тайфун. Группе предлагают официально дебютировать. |                                                                 |                       |
| 19 | Дебют! (デビュー)                                               | 23 сентября 1999 года |
| «Λucifer» подписывают контракт с крупной звукозаписывающей компанией Jupiter Production. Первое появление Айнэ. |                                                                 |                       |
| 20 | История (ヒストリー)                                            | 3 октября 1999 года   |
| Члены группы дают интервью, где рассказывают историю создания «Λucifer». |                                                                 |                       |
| 21 | Хит-парад (ヒットチャート)                                      | 10 октября 1999 года  |
| Дебютный сингл («Datenshi Blue») занимает седьмое место в хит-параде. Сакуя объявляет, что «Λucifer» бросит музыкальный бизнес, если их второй сингл не займет первую строчку в списке популярности. |                                                                 |                       |
| 22 | Тот, кто пишет песни (ソング ライター)                          | 17 октября 1999 года  |
| Сакуя знакомится с Айнэ и случайно читает её стихотворение. Из него он делает новую песню - «The Fever of C». Отныне Айнэ будет писать песни для «Λucifer»: она берет себе мужской псевдоним и подписывает контракт с Jupiter Production. |                                                                 |                       |
| 23 | Вчерашний день (イェスタデイ)                                   | 24 октября 1999 года  |
| Сакуя много времени проводит с Айнэ, и её атакуют сумасшедшие фанатки. |                                                                 |                       |
| 24 | Долгое прощание (ロング グッドバイ)                             | 31 октября 1999 года  |
| Песня «The Fever of C» занимает первую строчку в хит-параде. Юка уезжает в Лондон, чтобы там продолжить своё обучение. |                                                                 |                       |
| 25 | Новичок (ジュニア)                                              | 7 ноября 1999 года    |
| Приезжает Ральф Грейзер, президент Metro Records. Он назначает благотворительный концерт Фредди Брауна на тот же день, когда должен состояться концерт «Λucifer». |                                                                 |                       |
| 26 | Вывести из игры (ノック アウト)                                 | 14 ноября 1999 года   |
| Metro Records перекупает пятерых известных исполнителей у других компаний. Дата выхода их синглов - 4 декабря, как и у «Λucifer». Сакуя предлагает выпустить пять песен одновременно. |                                                                 |                       |
| 27 | Сочувствие (シンパシー)                                         | 21 ноября 1999 года   |
| Сакуя и Айнэ снимают номер в отеле и пишут песни. |                                                                 |                       |
| 28 | Скандал (スキャンダル)                                          | 28 ноября 1999 года   |
| Прошлое Сакуи всплывает на поверхность. Юми помогает «Λucifer» - приглашает Сакую на своё радиошоу. |                                                                 |                       |
| 29 | Судьба (ディスティニー)                                         | 5 декабря 1999 года   |
| Песня «Plasmagic» лидирует по продажам и опережает хит «Shadow». Ральф Грейзер приказывает СМИ бойкотировать «Λucifer». Сакуя приходит в Metro Records и выясняет, что Ральф заинтересован лично в нем, а не в группе. Ральф велит Jupiter Production распустить «Λucifer».                                                                   |                                                                 |                       |
| 30 | Разъединённые (アンプラグド)                                    | 12 декабря 1999 года  |
| «Λucifer» распущена. Сакуя уезжает из Японии, остальные члены группы занимаются сольной карьерой. |                                                                 |                       |
| 31 | Возрождение (リ ボーン)                                         | 19 декабря 1999 года  |
| Воссоединение «Λucifer». |                                                                 |                       |
| 32 | Неудачник (ルーザー)                                            | 25 декабря 1999 года  |
| Ральф старается сорвать концерт «Λucifer», но его секретарь признается во всем СМИ. Репутация Metro Records на грани краха. Ральф похищает Айнэ. |                                                                 |                       |
| 33 | Что было после (アフター デイズ)                                | 9 января 2000 года    |
| Сакуя приезжает за Айнэ и выясняет отношения с Ральфом. Он пресекает попытки Руперта Грейзера помочь группе «Λucifer». |                                                                 |                       |
| 34 | Актриса (アクトレス)                                            | 16 января 2000 года   |
| «Λucifer» должны написать песню для нового телесериала. Сакура Аяко приглашает Сакую на главную роль, он соглашается. |                                                                 |                       |
| 35 | Роковая женщина (ファムファタール)                              | 23 января 2000 года   |
| Сакура Аяко пытается избавиться от Айнэ, но только раздражает этим Сакую. Она перерезает себе вены. |                                                                 |                       |
| 36 | Финальный акт (ファイナルアクト)                                | 30 января 2000 года   |
| Сакура Аяко лежит в больничной палате, съемки сериала приостановлены. Айнэ пытается помириться с Аяко. В конце концов, Аяко отказывается от Сакуи. |                                                                 |                       |
| 37 | Бегущий впереди (トップランナー)                                | 6 февраля 2000 года   |
| «Λucifer» предстоит трехдневный концерт на стадионе Токио Доум, а группа находится в творческом кризисе. Ацуро предстоят экзамены в школе, Санта помогает Юми на выступлениях «Climb», отец Юки болен, и кому-то нужно заменить его на постановке Но. Сасаки-сан заинтересован в новой группе - «e.mu».                                       |                                                                 |                       |
| 38 | Ошибка (ミステイク)                                             | 13 февраля 2000 года  |
| Сакаки больше не является менеджером «Λucifer», теперь он продвигает группу «e.mu» и предлагает директору «Jupiter Production», чтобы именно «e.mu» выступили на концерте в Токио Доум. |                                                                 |                       |
| 39 | Мучительный выбор (ペインフル チョイス)                         | 20 февраля 2000 года  |
| Сакаки объявляет, что выступать на концерте в Токио Доум будут «e.mu» и просит Айнэ написать для них песню. Юми признается Санте, что решила бросить музыку и вернуться в свой родной город. |                                                                 |                       |
| 40 | Чувство (エモーション)                                          | 27 февраля 2000 года  |
| Сакуя предлагает состязание: Айнэ напишет песню и для «Λucifer», и «e.mu», та группа, чья песня поднимется выше в хит-параде, и будет петь в Tokyo Dome. «Λucifer» записывают песню «Tokyo Illusion». Дайсукэ (лидер «e.mu») признается, что песня «Λucifer» лучше и отказывается от соревнования. Сакуя спасает Айнэ из-под колес грузовика. |                                                                 |                       |
| 41 | Никогда не умирай (ネバー ダイ)                                 | 5 марта 2000 года     |
| Сакуя оказывается в больнице. Фанаты прознают, что Айнэ виновата в случившемся. |                                                                 |                       |
| 42 | Одинокое Рождество (セパレート イブ)                            | 12 марта 2000 года    |
| Сакуе лучше, «Λucifer» готовятся к концерту. Айнэ не может навещать Сакую в больнице: её донимают разъяренные фанатки. |                                                                 |                       |
| 43 | Мелодия любви (ラブメロディー)                                  | 19 марта 2000 года    |
| Сакуя прямо со сцены просит оставить Айнэ в покое. Приезжает Лоуренс Ховард. |                                                                 |                       |
| 44 | Улетай далеко (フライ アウェイ)                                 | 26 марта 2000 года    |
| Бар «Cradle» заново открывается, и «Λucifer» там выступают. Лоуренс Ховард говорит, что группа очень хороша, но он пока не готов быть их продюсером: «Λucifer» должны показать себя «в деле» и самим добиться чего-то в Лондоне. «Λucifer» отправляются в Лондон.                                                                             |                                                                 |                       |